# Aleksiej Trusow
Aleksiej Trusow (ros. Алексей Трусов, ur. 24 września 1983) – rosyjski biegacz narciarski, dwukrotny medalista mistrzostw świata juniorów.
Po raz pierwszy na arenie międzynarodowej pojawił się w 2001 roku, startując na mistrzostwach świata juniorów w Szklarskiej Porębie. Zdobył tam złoty medal w sztafecie, a w biegu na 30 km stylem dowolnym był drugi. Na rozgrywanych rok później mistrzostwach świata juniorów w Schonach wywalczył brązowy medal w biegu na 10 km techniką dowolną.
W Pucharze Świata zadebiutował 4 stycznia 2003 roku w Kawgołowie, zajmując 58. miejsce w biegu na 10 km stylem dowolnym. Był to jego jedyny start w zawodach tego cyklu, nigdy więc nie zdobył pucharowych punktów. Nigdy też nie wystąpił na mistrzostwach świata ani igrzyskach olimpijskich.

## Osiągnięcia

### Mistrzostwa świata juniorów
| Miejsce | Dzień       | Rok  | Miejscowość      | Konkurencja            | Wynik     | Strata  | Zwycięzca          |
| ------- | ----------- | ---- | ---------------- | ---------------------- | --------- | ------- | ------------------ |
| 2.      | 30 stycznia | 2001 | Szklarska Poręba | 30 km stylem dowolnym  | 1:29:55,6 | +0,4    | Sami Jauhojärvi    |
| 1.      | 4 lutego    | 2001 | Szklarska Poręba | Sztafeta 4x10 km       | 1:56:18,6 | -       | -                  |
| 3.      | 24 stycznia | 2002 | Schonach         | 10 km stylem dowolnym  | 29:34,1   | +33,5   | Kristian Horntvedt |
| 11.     | 24 stycznia | 2002 | Schonach         | Sprint stylem dowolnym | ?         | -       | Johannes Bredl     |
| 13.     | 4 lutego    | 2003 | Sollefteå        | 30 km stylem dowolnym  | 1:23:13,5 | +3:17,1 | Chris Jespersen    |
| 26.     | 8 lutego    | 2003 | Sollefteå        | Sprint stylem dowolnym | ?         | -       | Johan Kjølstad     |